# Werfen (Bünde)
Werfen ist ein Stadtteil im Süden der ostwestfälischen Stadt Bünde. 
Vom Mittelalter bis zur Franzosenzeit gehörte die Bauerschaft Werfen zur Vogtei Enger im Amt Sparrenberg der Grafschaft Ravensberg. Von 1807 bis 1813 gehörte der Ort zum Kanton Bünde, der von 1807 bis 1810 zum Königreich Westphalen und von 1811 bis 1813 zum Kaiserreich Frankreich gehörte. 1815 kam Werfen zur preußischen Provinz Westfalen und darin 1816 zum Kreis Bünde, der 1832 im Kreis Herford aufging. Im Kreis Herford gehörte die Gemeinde Werfen zunächst zum Amt Bünde und seit 1902 zum Amt Ennigloh.
Am 1. Januar 1969 wurde der Ort durch das Herford-Gesetz nach Bünde eingemeindet.
Werfen hat 1053 Einwohner (Stand: 31. März 2022) und ist damit der zweitkleinste Stadtteil Bündes.
Werfen gehört zur evangelischen Kirchengemeinde Hunnebrock-Hüffen-Werfen. Die Johanniskirche befindet sich allerdings in Hüffen. Nach Werfen ist das Landschaftsschutzgebiet Werfener Bruch an der Else benannt, indem noch Kiebitze auf Grünland brüten.
In Werfen wurde Gustav Galle geboren.